# Jordà Vallmajó Giralt
Jordà Vallmajó Giralt   (Girona, 14 de maig de 1894 - Barcelona, 22 d'agost de 1983) va ser un esportista català que va competir durant la dècada de 1920. Destacà especialment en la lluita grecoromana, i el 1924 va prendre part en els Jocs Olímpics de París, on disputà la competició del pes ploma del programa de lluita lliure. Quedà eliminat en sèries. També formà part de la secció de rugbi del Futbol Club Barcelona i de la selecció catalana.